# ラジオ高崎
株式会社ラジオ高崎は、群馬県高崎市及び高崎市周辺を放送対象地域としてFM放送を行う特定地上基幹放送事業者である。ラジオ高崎の名称でコミュニティ放送を行っている。

## 概要
放送時間は24時間だが、不定期で放送を休止することがある。生放送以外の時間も自社制作の音楽放送を行っている。
サテライトスタジオは当初高崎駅西口駅ビルモントレーに置かれていたが、2011年4月26日に東口イーサイト高崎へ移転した。また、高崎オーパにもサテライトスタジオが開設された。
2012年までは社内に「高崎光のページェント」実行委員会の事務局が置かれていた。また、2013年11月21日からはWebニュースサイトの『高崎新聞』の運営を開始している。
2019年11月18日、市が発注した高崎芸術劇場の備品購入の指名競争入札をめぐり、社長の菅田明則が官製談合防止法違反および公契約関係競売入札妨害などの疑いで逮捕された。菅田は同年11月27日までに社長を辞任した。

## 沿革
- 1996年（平成8年）11月12日 - 設立
- 1997年（平成9年）4月1日 - 開局

## スタジオ
- 本社
  - NO-SUBJECT、日曜14時30分と15時30分のインフォメーションで使用。
- 高崎駅新幹線改札口前（2011年設置）
  - ワイド番組で使用。
- OPAメディアスタジオ（2017年設置）
  - POP UPで使用。

## 主な自社制作番組
- FRESH（月 - 金 7:00 - 8:59）
- Air Place（月 - 金 16:00 - 18:55）
- マイタウン高崎（月 - 金 9:15 - 9:25・12:30 - 12:40）
- ひるColor（月 - 火 12:00 - 14:00）
- 西山小雨の音楽食堂（月 20:00 - 20:30（第5週除く）
- Musique Sans Frontières（月 21:00‐21:54）
- 高崎歴史散歩道（水 9:30 - 9:45）
- WHB radio show!（第2・4週　水 20:30 ‐ 20:59）
- 市長が語る。たかさきスタイル（木 10:30 - 10:45）
- Sio.com（木 21:00 - 21:54）
- 大友直人のClassical Anatomy（金 10:30 - 10:45）
- DRIVING Vision（金　13:00 – 13:15）
- 西山史晃の Voyaking Radio（金 21:00 - 21:30※第2・4・5週は再放送）
- 高崎ほるもん放浪記（金 21:30 - 2@:45）
- 吉永哲郎のどこ吹く風（土 7:40 - 7:55）
- &RADIO（土 12:00 - 13:54）
- 文房ぐっとラジオ（土 13:55 - 14:00※第2・4・5週は再放送）
- MUSIC Plus+（土 18:00 – 18:29）
- Solid Blue（土 19:00 - 19:55）
- TAKASAKI STREET（日 14:00 - 16:00）
- SONGLINES（日 16:00 - 17:00）
- わいわいスポーツキッズ（日 17:00 - 18:00）
- ラジオ保育園（日 18:00 - 18:15）
- 松井常松 SOLID SOUNDS（日 22:00 - 22:30）